# Рандовський
Рандовський (біл. Рандоўскі) — пасажирський залізничний зупинний пункт Гомельського відділення Білоруської залізниці на неелектрифікованій лінії Гомель — Калинковичі між станцією Центроліт (4,5 км) та зупинним пунктом Сади (5 км). Розташований за 3,8 км на південний схід від села Рандовка Гомельського району Гомельської області.

## Пасажирське сполучення
На зупинному пункті Рандовський зупиняються поїзди регіональних ліній економкласу сполученням:
- Гомель — Калинковичі;
- Гомель — Речиця;
- Гомель — Хойники.